# Rhyacophila stankovici
Rhyacophila stankovici là một loài Trichoptera trong họ Rhyacophilidae. Chúng phân bố ở miền Cổ bắc.